# (34755) 2001 QW120
2001 كيو دابليو 120 (ويعرف أيضًا باسم (34755) 2001 كيو دابليو 120 وفق تسمية الكوكب الصغير) (بالإنجليزية: 2001 QW120)‏ هو كويكب ضمن حزام الكويكبات؛ وترتيبه 34755 من حيث الاكتشاف.
اكتُشف هذا الجُرم الفلكي بواسطة بحث لنكولن عن الكويكبات القريبة من الأرض في 19 أغسطس 2001.

## وصلات خارجية
- (34755) 2001 QW120 في قاعدة بيانات مختبر الدفع النفاث لأجرام النظام الشمسي الصغيرة

- الاكتشاف · مخطط المدار ·  العناصر المدارية · المعلمات المادية

- (34755) 2001 QW120 على موقع ويكي سكاي: DSS2, SDSS, GALEX, IRAS, Hydrogen α, X-Ray, Astrophoto, Sky Map, Articles and images